# Amleto Cataldi

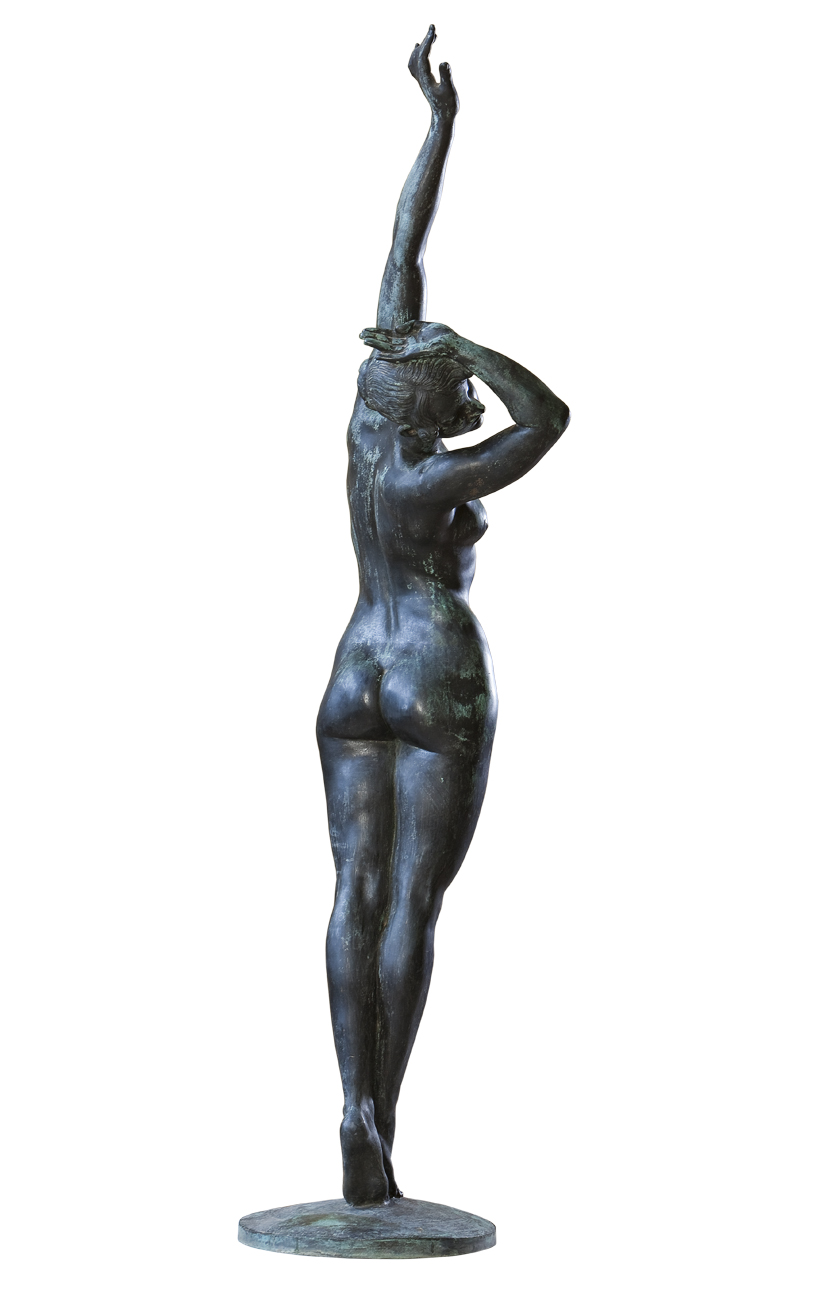
Amleto Cataldi - Danzatrice, h.2,36 m.1920, XII Biennale, Venezia

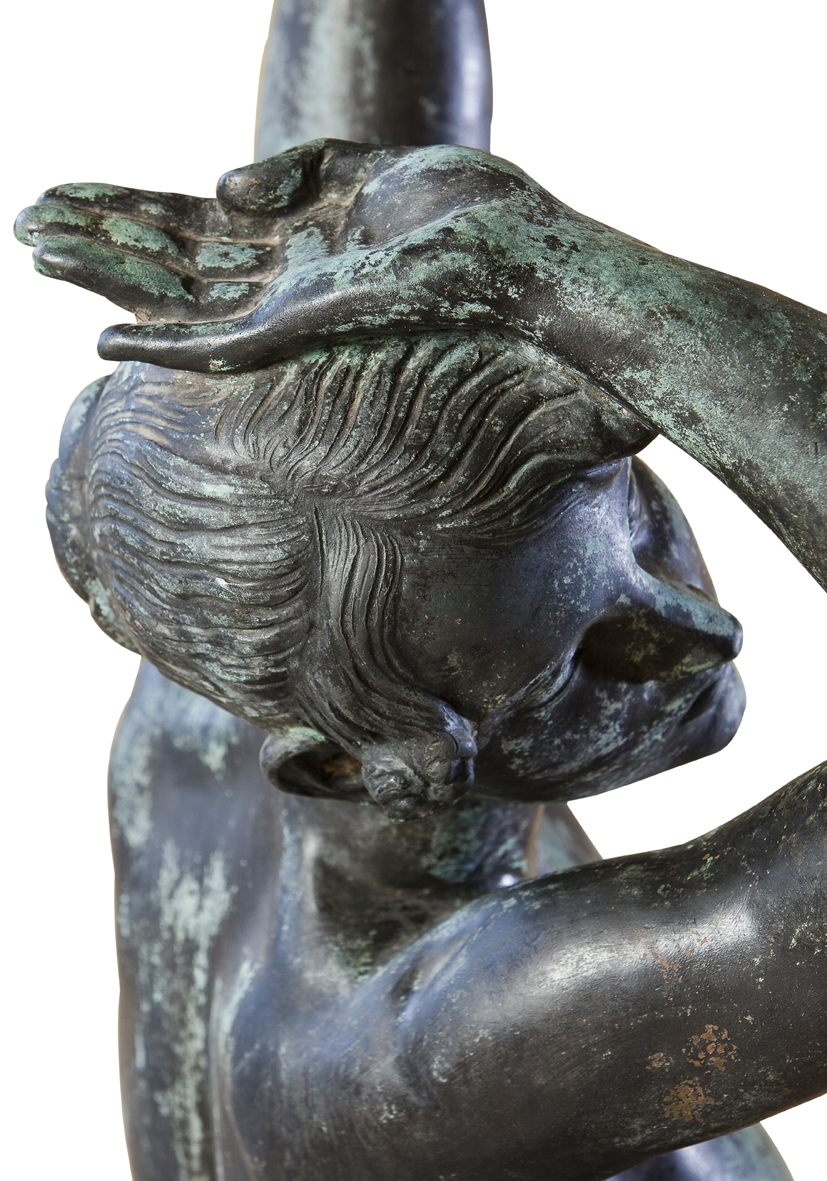
Amleto Cataldi - Danzatrice, h.2,36 m.1920, XII Biennale, Venezia

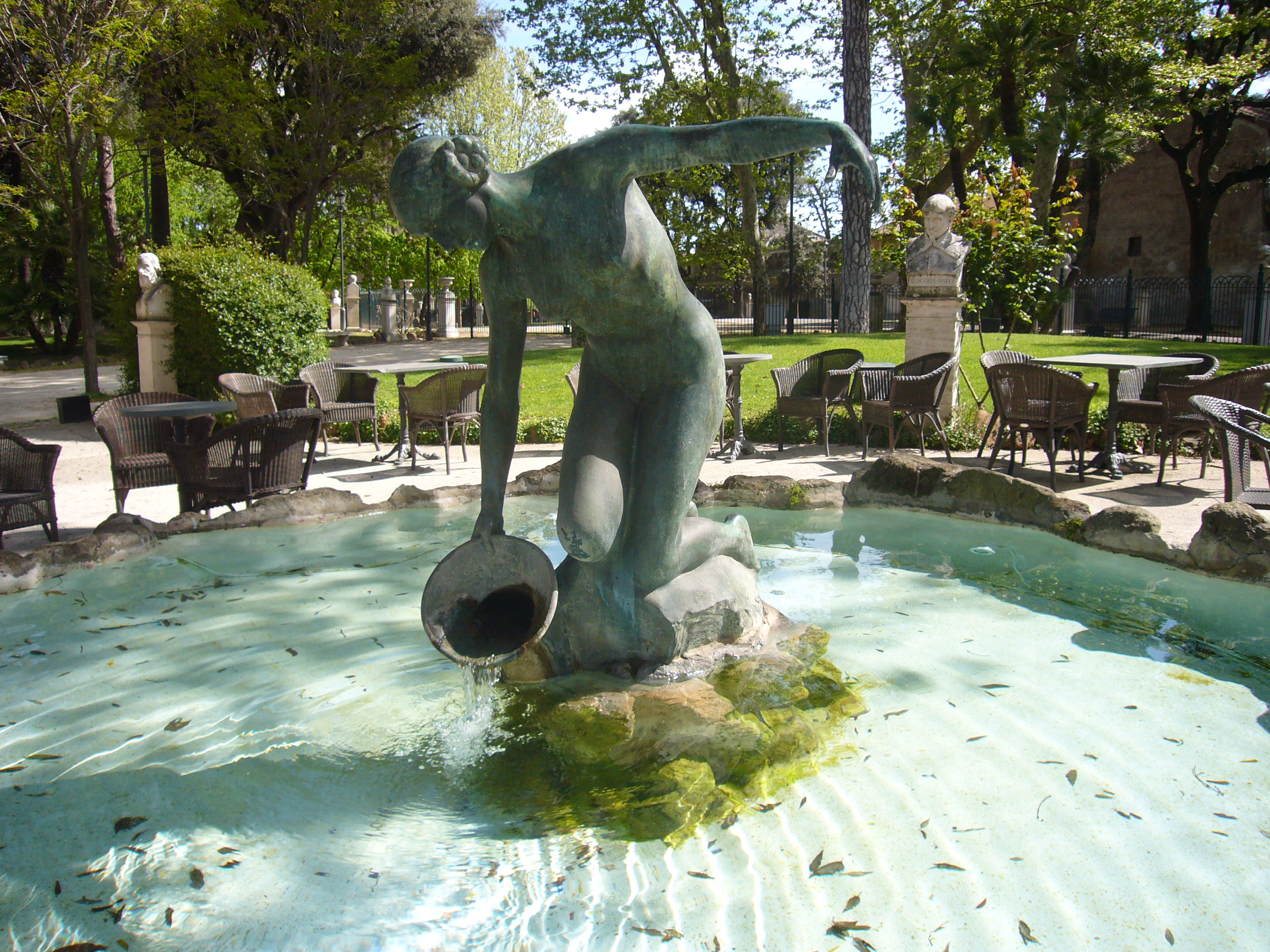
Amleto Cataldi, Fontana della Ciociara, Casina Valadier, Pincio, Roma, 1913.

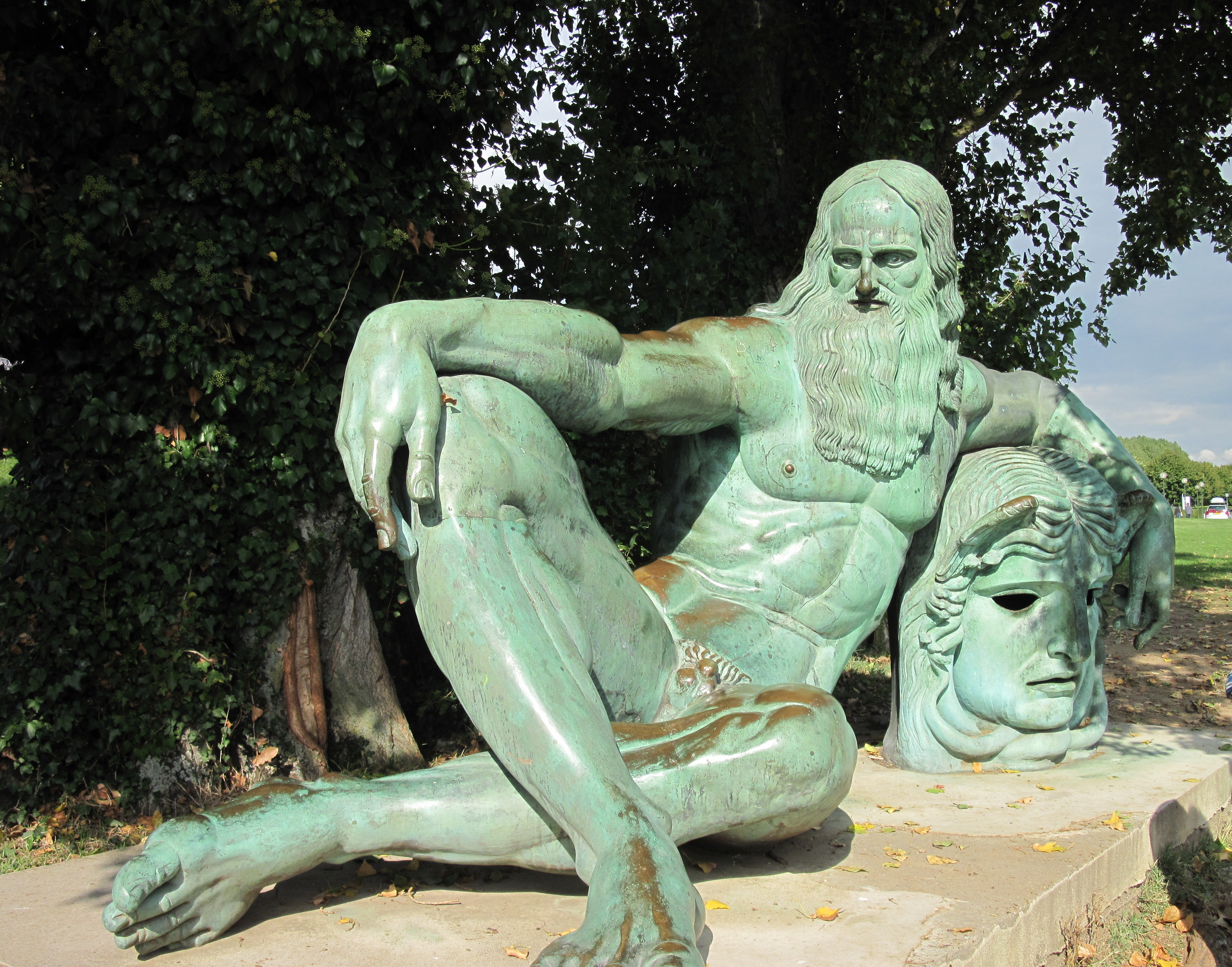
Amleto Cataldi, Leonardo da Vinci, Amboise, 1923.

Amleto Cataldi (Napoli, 2 novembre 1882 – Roma, 31 agosto 1930) è stato uno scultore italiano.

## Biografia
Nacque a Napoli nel 1882, il due di novembre per caso come talvolta suol succedere, in quanto il padre Angelo, ebanista/scultore/falegname, è qui che da poco si era trasferito dalla natia Palazzolo/Castrocielo, oggi provincia di Frosinone, all'epoca di Caserta: qui aveva sposato una ragazza abruzzese, Giuditta Alessandroni. Pochi mesi dopo la nascita di Amleto il padre tornò a Castrocielo in quanto non gratificato della vita a Napoli. A Castrocielo nacque la secondogenita. Richiamato dai grandi lavori in corso a Roma in quegli anni dopo Porta Pia, Angelo vi si trasferì e aprì la sua bottega di falegname ebanista prima in via Toscana e poi in via Labicana nel 1883. Ed è qui che Amleto mentre cresceva cominciò ad avere i primi insegnamenti nella pratica del contatto coi materiali da lavorare. Da indagini risulta che frequentò le elementari nel da poco fondato Istituto S. Maria a Viale Manzoni. Definire ‘napoletano’ Amleto Cataldi come di regola pedissequamente avviene e si ripete, sembrerebbe che lo si voglia in qualche modo tener lontano dal concetto ‘romano’, in un limbo distante, ignorando dunque che dei 48 anni di esistenza, 47 li ha trascorsi e vissuti ininterrottamente a Roma.
L'insegnamento del padre, che era anche valente scultore del legno, come pure la frequenza della scuola di scultura, in particolare del Nudo, all'Accademia di Belle Arti di via di Ripetta, gli diedero quelle basi teoriche e quella maturità che all'età di diciotto anni già lo rendevano padrone delle tecniche anche più sofisticate della disciplina, in special modo della tecnica di fusione dei metalli. Fino ad oggi purtroppo non conosciamo quali sono state le opere e le iniziative intraprese nei primi anni, la sola data sicura è il 1904  data alla quale presenta a Londra il suo primo lavoro Sulla spiaggia o Disperazione: opera selezionata da una giuria specialmente rigorosa nei confronti del giovanissimo artista, scultura in bronzo che già documenta la padronanza della tecnica della fusione a cera persa. La esposizione alla mostra di Earl's Court a Londra fu un avvenimento di altissimo prestigio e significato per l'arte italiana: basti dire che tutti i massimi artisti vi erano presentati, tra cui una personale di Antonio Mancini dagli esiti strepitosi. Fu dunque una passerella di lancio per il giovanissimo Cataldi, data l’alta qualità dell’opera esposta.
La foga e l'impeto nel lavoro erano fortissimi anche perché nel frattempo era sopravvenuta la morte del padre e quindi sensibile il carico di responsabilità nei confronti della madre e di una sorella. Pesante l'assenza di archivi e di documentazioni ad attestare quanto realizzato in questi primissimi anni di attività. Sappiamo che nel 1905 presentò a Roma un’opera in marmo Il Figliuol prodigo che riscosse grande successo e una medaglia d'oro al giovane scultore. Nel 1906 a Milano esponeva il bronzo La Disperazione già citato. Nel 1907 si registra, con successo, la esibizione sempre a Roma di una seconda scultura in marmo Ultimo gesto di Socrate e una in bronzo di alta qualità La cieca. Attività intensissima e altrettanto è la partecipazione a fiere ed esposizioni in Italia e all'estero, perfino oltreoceano, tra le quali, nel 1909, alla prestigiosa Biennale Veneziana e a quella altrettanto prestigiosa del Centenario del 1910 a Buenos Aires. Iniziano i riconoscimenti ufficiali e anche gli incarichi pubblici: nel 1907 vince il concorso di professore per la cattedra di Modellato all'Istituto S. Michele di Roma, nel 1908 ad una esposizione romana degli Amatori e Cultori la sua Lettrice in bronzo di 42,5 cm viene acquistata dallo Stato e attribuita alla da poco istituita Galleria Nazionale di Valle Giulia, nel 1909 per il Comune di Roma realizza un busto in marmo di Carducci di elevatissima qualità, nel 1910 realizza una delle quattro Vittorie in bronzo alta 4 metri, la sola senza il braccio levato, sul Ponte Vittorio Emanuele II sempre a Roma, di qualità tale che è arduo distinguerla da uno scultore della Grecia classica; nel medesimo anno realizza un soggetto strepitoso anche dal punto di vista meramente tecnico, La ragazza che si pettina, un bronzo alto 52,5 che presenterà lo stesso anno anche a Buenos Aires, oggi un esemplare alla Galleria Comunale di Roma. Nel 1911, alla mostra di Belle Arti di Roma per il cinquantenario dell'Unità d'Italia, presenta il Risveglio: nudo di donna, in marmo di qualità tale che la giuria internazionale la riconobbe degna del primo premio e medaglia d’oro: l’opera fu acquistata dallo Stato e anche assegnata alla Galleria Nazionale. Da questo periodo fino alla sua fine immatura fu tutta una realizzazione di opere di una quantità ma soprattutto di una qualità così elevata da farlo assurgere, come le cronache e le riviste Emporium registrano, ai primi posti della scultura europea. Tralasciando i ritratti e i busti in numero, incredibile, di almeno settanta realizzati tra il 1909 e il 1920 che pure attestano la celebrità ormai consolidata dell’artista come pure la quantità di monumenti pubblici specie ai Caduti ovunque nel Paese e altresì le sculturine in bronzo pieno di circa 24–27 cm che pure, anche se limitatissimamente, eseguiva, diamo qui appresso un elenco delle sue creazioni più significative, molte delle quali ad attenta ricerca, sono visibili, oltre che nei luoghi, anche nella rete e che aiutano a dedurre il ruolo dell’artista.
Nel 1913 il sindaco Ernesto Nathan inaugura nel luogo forse più spettacolare della Città Eterna e cioè sul Pincio a pochi metri da quel gioiello neoclassico che è la Casina Valadier, la scultura in bronzo di una ragazza nuda, china con la tina ciociara in mano da cui sgorga acqua, nel centro di una vasca circolare a raso: La Fontana della Ciociara sbadatamente ed erroneamente nota come l’Anfora o La Venere o la Sorgente; oggi lo spazio dove si leva l’opera fa parte dello stradario romano come Largo Amleto Cataldi, dietro iniziativa del Prof. M. Santulli. L’anno dopo 1914 presenta alla XI Biennale di Venezia una scultura in marmo in grandezza naturale per la quale è arduo procedere a descrizione: La Velata, una donna in piedi in una movenza di eleganza inaudita, le pieghe in marmo che lasciano intravedere il corpo perfetto sottostante che freme e quasi ribolle sotto il velo marmoreo: è possibile che il Cristo napoletano famoso di Giuseppe Sanmartino nella Cappella Di Sangro abbia incatenato Amleto Cataldi: La Velata fu acquistata già a Venezia dal Comune di Palermo e collocata nel ridotto del Teatro Politeama e successivamente trasferita nel Museo ‘Restivo’ della città.
Procediamo nella nostra carrellata dei soli, a nostro avviso, capolavori assoluti: nel 1916 alla Mostra della IV Secessione Romana presenta La Figlia del Lavoro un bronzo alto 54 cm che illustra il contadino che tiene adagiata sul corpo la sua bimbetta: opera del massimo significato, specchio di quelle istanze sociali e sindacali che in quegli anni scuotevano il Paese, resa con tale purezza stilistica scevra da sentimentalismi e da pathos che pur l’argomento avrebbe quasi imposto, perfettamente pura e classica: le cronache riportano che il Re Vittorio Emanuele III di Savoia l’acquistò per la propria collezione privata. Nel 1918 alla Mostra milanese di Brera presenta una bagnante (tutte le donne per Cataldi erano bagnanti o danzatrici o nudi), superba scultura in bronzo alta 56 cm oggi al Museo Civico di Udine: una postura unica e fuori del comune, non escluso ispirata dai balletti di Diaghilev o dagli assolo di Isadora Duncan o da una delle splendide danzatrici russe a Roma in quegli anni, quali Olga Khokhlova, futura moglie di Picasso, Eugenia Borissenko da Anton Giulio Bragaglia chiamata: Jia Ruskaia, come pure Elena Pisarevskaja ribattezzata Ilena Leonidoff.
Nel 1919 tra il tanto altro uscito dalle magiche mani del Maestro, assistiamo alla nascita di due opere in marmo semplicemente strepitose nella originalità e soprattutto nella qualità e perfezione: alludiamo alla donna, 90 cm, che "si specchia nell’acqua" dal corpo perfetto che richiama letteralmente a scalpello prassiteleo e poi ad una venere accosciata in posizione classica La Dormiente alta 32,5 cm inarrivabile nella esecuzione unica, oggi nella Galleria d'Arte Moderna di Venezia. Di fronte a siffatte opere, senza citare quanto seguirà e quanto omesso, come si spiega e soprattutto giustifica, a meno che non vi sia la volontà recondita di nuocere ed esorcizzare, che un tale artista con tali creazioni ancora oggi possa essere non solo dimenticato ma, ancora peggio, quando se ne parla, lo si faccia con gli strumenti più ignobili e primitivi, vale dire la ignoranza e la impreparazione se non l’insulto o la semplice stolta emarginazione? Il solo critico che ha adombrato e avvicinato alla terribile realtà dell’ostracismo dell’artista, che dura da cento anni, è stato il sempre intuitivo e sempre sensibile Vittorio Sgarbi che in una sua iniziativa degli anni ’90 scriveva di ”…la scellerata demonizzazione del fascismo” e di “disconoscimento dei valori”, tenendo presente che i cinque-sei anni fascisti di Cataldi, pur forieri di opere del massimo impegno e successo, non basterebbero comunque a oscurare tutta una vita di veri capolavori. Sempre nel 1919 quasi a celebrazione del titanico impegno, con altri due artisti presenta a Milano 26 opere presso famosa galleria del luogo. Continuiamo con la nostra rassegna facendo tappa al 1920, anno in cui Cataldi dona alla umanità tre opere anche queste inimitabili e di qualità eccelsa: alludiamo al Monumento in bronzo agli operai dello stabilimento Crespi a Crespi d'Adda (BG) caduti nella prima Guerra Mondiale, inaugurato dal Re, dalla imprenditoria lombarda e dalla famiglia Crespi, crema del capitalismo lombardo. Il Monumento agli studenti caduti nella prima G.M. negli spazi della Univ. La Sapienza di Roma fu pure inaugurato dal re, dal Ministro Salandra e dal corpo accademico al completo; in questo fatale 1920 all’insegna della eccezionalità, alla XII Biennale veneziana destò scalpore la figura in bronzo di una ballerina alta 2,36 m in posa sulla punta dei piedi in uno slancio del corpo verso l’alto, morbido e sinuoso, ineguagliabile anche nella anatomia: la scultura fu acquistata dall’industriale Pio Crespi e portata a Dallas nel Texas e collocata nel parco della sua casa, considerata la casa più bella d’America: un pugno di anni fa la scultura è apparsa in una vendita pubblica a New York. Dal 1920 fino al 1925 da considerare il periodo della classicità di Cataldi iniziato già dal 1908/9, seguitiamo a registrare una serie di opere da lasciare sbalorditi quanto a qualità e perfezione nonché originalità: nel 1921 una Portatrice d’acqua, in bronzo in grandezza naturale che si ammira sotto il finestrone del caffè della Gall. Naz.; nel 1922 alla XIII Biennale veneziana suscitò scalpore e ammirazione generale una scultura in bronzo in grandezza naturale che illustrava Medusa il cui corpo e sembianze immediatamente richiamano a maestro greco, tale e tanta la perfezione e l’armonia e la purezza. Il 1923 è anche questo un anno che sbalordisce per la quantità e qualità e importanza delle opere seguite: ci si chiede come è stato possibile a un solo uomo pur con collaboratori e aiutanti, riuscire ad inventare prima e a eseguire poi con siffatte prerogative di perfezione, tali opere; alludiamo al Monumento ai caduti di San Severo di Foggia, in bronzo, impeccabile e ineccepibile nella esecuzione e nella delineazione dei dettagli fisici dei personaggi, sempre nel rispetto dei crismi classici della ‘ingenuità nobile e della grandezza silenziosa’; sempre in questa città ma all’ingresso del cimitero, si leva su un cippo in pietra una Vittoria Alata circa 2 m, in bronzo, di impareggiabile e ineguagliabile bellezza e perfezione; all’interno del cimitero, incoronata dagli antichi cipressi, si leva una cappelletta con sovrastante ampia pedana in bronzo su cui si muovono, quale ribalta teatrale,  cinque personaggi inimmaginabili per purezza e limpidezza delle forme: si tratta della raffigurazione di un uomo, un po’ discosto sulla pedana, e di una donna a lui rivolta circondata da tre bambini. Lui discinto rattrappito nel dolore, è il padre, il deputato parlamentare Fraccacreta di San Severo e, distanti ma vicini, la moglie e i tre figli, vittime della febbre spagnola del 1918: è il palcoscenico del dolore e della disperazione ma anche della serenità e della pace: il volto e l’espressione della donna come pure quelle dei figli, scevre da sovrapposizioni e sedimentazioni di sentimentalismi e di retorica, sono all’insegna autentica della purezza fidiaca e dei canoni classici del Winckelmann più sopra ricordati: "ingenuità nobile e grandezza silenziosa". Il monumento funebre Fraccacreta di San Severo di Foggia possiede tutti i titoli per venir considerato l’opera d’arte scultorea più significativa del Novecento europeo.
Questo fu anche l’anno della creazione de ‘L’Arciere’ presentato, in gesso, alla II Biennale romana del 1923: i due esemplari in bronzo realizzati, 1,86 m di altezza, sono in dotazione del Quirinale e della Banca d’Italia. Nell’albergo più prestigioso ed antico di Milano, nel centro della sala caffè in inappuntabile stile ed epoca Liberty, si leva un’opera da mozzare il fiato per originalità del soggetto e per qualità: La donna che corre in bronzo alta 1,55 m presentata alla XIV Biennale veneziana nel 1924: anche questa degna di miglior ermeneuta, considerata l’assoluta qualità e requisiti anatomici e formali nonché la unicità della postura. L’anno 1923 speciale sia per la Storia dell’Arte sia per l’artista, registra la sola sua mostra personale, a Parigi dal 15 maggio al 2 giugno presso la nota Galerie Devambez: due opere furono acquistate dallo Stato Francese e oggi una ‘Ragazza che si pettina’ al Museo Naz. Pompidou e l’altra, un ‘Arciere’ in bronzo di 66 cm al Petit Palais. All’incirca nel 1924 viene eseguita dall’artista un’altra opera fuori del comune soprattutto per le dimensioni e cioè un ‘Leonardo da Vinci’ disteso a guisa di dio fluviale, lunga circa 4 m in bronzo che fa bella mostra di sé nell’isoletta che la Loira forma ad Amboise di fronte al castello di Francesco I dove le ossa dell’artista riposano. Col 1925 inizia in qualche modo il periodo mussoliniano dell’artista frammisto al quale stile si evidenziano influssi del cosiddetto Décò e anche di residui di Liberty: la prima opera che incontriamo è la superba ‘Galatea’ in bronzo, altezza naturale, dalle forme turgide e voluttuose che appalesano i nuovi stili, che ammiriamo alla Galleria Comunale Romana; di quest’anno è anche una inappuntabile ‘Ekaté’ o ‘L’implorazione’ in marmo bianco di Carrara in grandezza naturale, in un giardino di Roma; significativa quest’anno 1925, anche per gli sviluppi futuri, la sua partecipazione per l’Italia alla Mostra Internazionale delle Arti Decorative di Parigi dove espone quattro sculture in bronzo alte circa 1,20 cm ‘Le Ninfe’  premiate dal pubblico e dalla critica. Il suo laboratorio alla Via Margutta 54 è già da anni una fucina instancabile di opere con numerosi assistenti e sbozzatori e raspatori e nell’incombente periodo mussoliniano ancora più attivo. Per il 1926, non citando altri manufatti, resta memorabile il ‘Monumento ai Caduti’ in bianco di Carrara realizzato col massimo impegno ed attenzione a Lanciano, patria della propria madre, inaugurato dal principe Umberto. Seguirono altre opere tra cui alcuni nudi di donne in grandezza naturale e altre realizzazioni: notevoli nel 1928 due sculture di donne distese, in bronzo patinato a colori, nel salone di prima classe della motonave Conte Grande e il medesimo anno la inaugurazione da parte del Re Vitt.Em.III e delle autorità del luogo, del ‘Monumento ai Caduti’ di Foggia addirittura tra i più notevoli e considerevoli del Paese. L’anno dopo vennero le gigantesche sculture in bronzo delle quattro coppie di atleti sulla sommità dello stadio Flaminio, in una collocazione di altissima scenografia, inaugurate dal Duce in persona, oggi nel Villaggio Olimpico. Seguono tante altre opere alcune di notevolissimo pregio e impegno. Ma in questo tragico anno 1930, al 31 agosto, l'artista ricoverato in una clinica di Via Plinio, rende l’anima al cielo a seguito di ‘setticemia in soggetto ematico…e postumi cardiaci’ stando al referto ufficiale: in realtà l’artista non aveva mai evidenziato sintomatologia tale in precedenza da lasciar presagire tale esiziale esito.
Prima della fine assolse ancora una volta col massimo dell’impegno, delle forze e della sua inventiva, al compimento di numerose altre opere tra le quali ricordo l’importantissimo ‘Monumento alla Guardia di Finanza’ di Roma alto circa venti metri, e due splendide sculture femminili, l’ultimo suo omaggio alla bellezza e al fascino: una donna in marmo bianco in grandezza naturale,  in stile Décò, alla II Mostra del Sindacato fascista del 1930 apprezzata e documentata anche da Federico Zeri e una ‘Donna con specchio in mano’ bronzo in grandezza naturale, esposta alla XVII Biennale veneziana 1930, oggi al Museo /Biblioteca Sovena di Orvieto.
Dopo la sua morte due fatti sono da registrare: il primo è la scomparsa fino ad oggi del suo archivio personale: documenti, lettere, disegni e bozzetti e quanto altro attiene all’attività di un grande artista, partecipazioni a mostre, locandine ecc. affiorati sono solamente, grazie all’intervento del prof. Santulli, circa duecento disegni e bozzetti e unità di foto e lettere, in mano alla sola erede dell’artista ancora in vita negli Stati Uniti e acquistati da collezionista del luogo. Amleto Cataldi tre anni prima della morte sposò Teodolinda Kappel, austriaca, già attrice del cinema muto e ne legittimò la figlia Eleonora nata nel 1922, avuta da qualche relazione. Tutte le opere presenti nel laboratorio in bronzo, marmo, terracotta, ecc. furono disperse dalle due donne nei pochi anni successivi e nel 1937 la signora donò tutti i gessi, oltre cento, al Governatorato di Roma, sullo stato e collocazione dei quali fino ad oggi si hanno scarse notizie. Parte o tutto l’archivio di cui si lamenta l‘assenza, assieme a non poche opere, è stato, in tutto o in parte, portato in America nel 1955 da Eleonora e qui disperso: negli anni successivi la propria figlia Marina ha proceduto alla sistematica vendita o altro di tutto quanto ancora disponibile: da lei provengono i disegni di cui sopra.
La seconda vicenda da registrare riguarda la morte dell’artista. Molti onori e commemorazioni gli furono tributati, anche negli anni a seguire la sua dipartita, ma il fatto tragico è il seguente: la cassa con le spoglie fu depositata al cimitero del Verano ma mai collocata in una tomba o loculo! Non si hanno prove documentarie di tale abnorme situazione, si sa solo che moglie e figlia, dimoranti a Roma nell’appartamento ereditato a Via del Babuino, proseguirono attivamente nella promozione e valorizzazione delle opere ereditate e che il feretro rimase dimenticato o abbandonato nel deposito del cimitero per 46 anni, fino al 1976 allorché fu interrato e dopo dieci anni le spoglie disperse nell’ossario. Di Amleto Cataldi non resta dunque alcuna traccia da commemorare! Chi, come, perché, lasciamo il lettore esprimersi. Né stando ai fatti i parenti di Castrocielo e in particolare i nipoti Giuseppe e Antonetto e il caro cugino Alfredo, tanto a lui legati, pare che siano intervenuti o abbiano potuto intervenire.
Dopo la morte fisica del grande artista, si assiste anche a quella critica e storica: da allora ad oggi infatti fatta esclusione di una modesta mostra di 14 opere organizzata dal critico P. Scarpa e da Eleonora nel 1951, nessuna esposizione o iniziativa a nome dell’artista e nessuna pagina critica se non la copia pedissequa di quanto già a suo tempo riportato dai critici nella benemerita rivista EMPORIUM e il ricordo di Sgarbi nell’intervento più sopra citato. A tale situazione aggiungiamo che il cultore o studioso di Amleto Cataldi che voglia ricorrere alla rete per informazioni, la prima voce in cui si imbatte è il Dizionario Biografico degli Italiani della Enciclopedia Treccani che in effetti si occupa in almeno due pagine dell’artista: visti gli errori, omissioni, giudizi strampalati presenti, tale scheda rappresenta per Cataldi la pozione che bevve Socrate e a cui tutti anche bevono, inconsciamente.
L’artista grazie alla capillare e ricca presenza di sue opere nella Città Eterna viene ritenuto lo scultore di Roma per antonomasia: almeno quaranta opere sono presenti nei palazzi istituzionali della città, al Quirinale, al Campidoglio, al Senato, alla Banca d’Italia, alla Gall. Naz. e alla Gall. Comunale, nei suoi musei pubblici, negli spazi cittadini, a Villa Borghese, nel verde della Sapienza, nel Villaggio Olimpico, in Viale XXI aprile, sul Ponte Vitt.Em.II, nel Palazzo della Protez.Civile e altrove in città.
Oltre che a Roma la maggior parte delle opere sia da collezione sia monumentali sono sparse un po' dovunque in Italia e fuori: presenti oltre che alla Gall.Naz. e a quella Comunale di Roma, al Museo di Palermo, a quello di Udine, a quello di Orvieto, a quello di Cagliari, di Foggia, al Museo di A.Moderna di Venezia, a Caprese Michelangelo, a Parigi al Petit Palais e al Mus. Naz. Pompidou e ad Amboise sulla Loira. Ovviamente opere significative anche nelle mani di pochi ma qualificati collezionisti e molte ancora presso collocazioni sconosciute.

## Opere

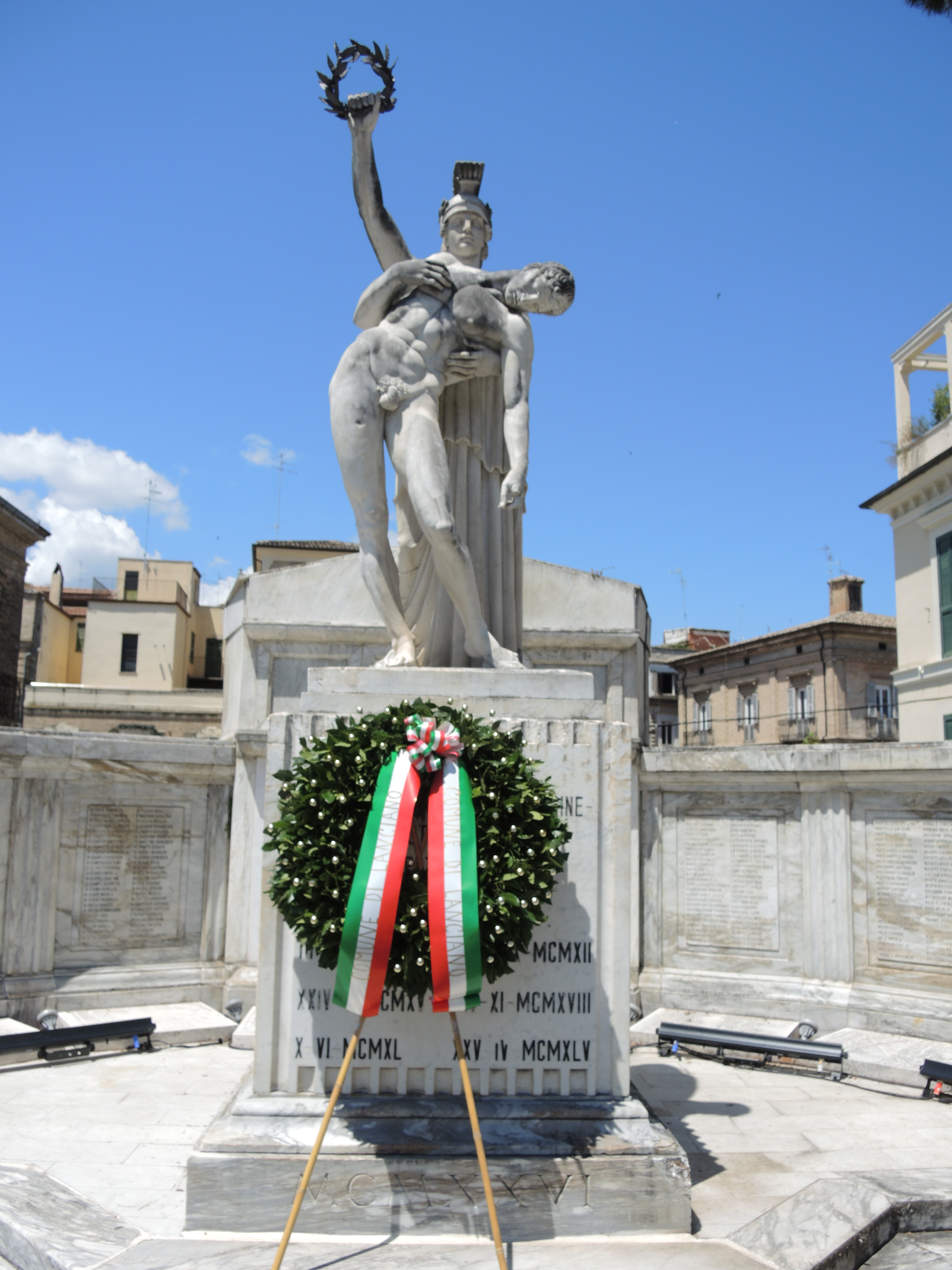
Il Monumento ai caduti di Lanciano (CH)

- LA SPIAGGIA o DISPERAZIONE, collocazione sconosciuta,1904
- FIGLIUOL PRODIGO, collocazione sconosciuta, 1905
- ULTIMO GESTO DI SOCRATE, collocazione sconosciuta, 1907
- CIECA, collocazione sconosciuta, 1907
- LETTRICE O PAGINA TRISTE, 1908
- BUSTO DI CARDUCCI, CAMPIDOGLIO ROMA 1909
- VITTORIA PONTE VITTORIO EM.II, ROMA 1910
- RAGAZZA CHE SI PETTINA, GALL.COMUN. ROMA 1910
- NUDO SDRAIATO DETTO IL RISVEGLIO 1911
- FONTANA DELLA CIOCIARA, CASINA VALADIER, ROMA 1913
- VELATA O DANZATRICE VELATA, MUS.RESTIVO, PALERMO 1914
- LA FIGLIA DEL LAVORO, collezione privata, 1916
- MON.FUNEBRE AL GEN. C. MONTANARI, MONCALVO DI ASTI 1918
- BAGNANTE, MUSEO CIVICO DI UDINE 1918
- ACQUAIOLA, GALL.COMUNALE ROMA 1918
- DONNA CHE SI SPECCHIA NELL’ACQUA, collocazione sconosciuta, 1919
- DORMIENTE, GALL. ARTE MODERNAVENEZIA19I9
- MON. AI CADUTI, CRESPI D’ADDA (BG) 1920
- MON. AGLI STUDENTI CADUTI, UNIV.SAPIENZA ROMA 1920
- DANZATRICE, collezione privata, 1920
- PORTATRICE D’ACQUA, CAFFE’ GALL. NAZ.ROMA1921
- MON. AI CADUTI, SAN BENEDETTO DEL TRONTO (AP) 1921
- MEDUSA, A TORINO 1922
- MON. AI CADUTI DI SAN SEVERO (FG) 1923
- VITTORIA AL CIMITERO DI SAN SEVERO (FG) 1923
- ARCIERE AL QUIRINALE, ROMA 1923
- ARCIERE ALLA BANCA D’ITALIA, ROMA 1923
- MON. FUNEBRE FAM. FRACCACRETA, SAN SEVERO (FG)1923
- LEONARDO DA VINCI, AMBOISE SULLA LOIRA ca.1923/25
- DONNA IN CORSA, IN ALBERGO MILANESE 1924
- GALATEA, GALL.COMUNALE ROMA1925,
- LE NINFE EXPO PARIGI, IL GRUPPO 1925
- EKATE’, ROMA 1925
- MON. AI CADUTI DI LANCIANO,1926
- CONTE GRANDE, DUE BRONZI DONNE DISTESE 1928
- MON. AI CADUTI DI FOGGIA, 1928
- LA LOTTA, 1929
- IL PUGILATO, 1929
- IL CALCIO 1929
- LA CORSA 1929
- PASSERO, collocazione sconosciuta, 1929
- ANFITRITE O DONNA E TRIDENTE, collocazione sconosciuta,1929.
- GRUPPO FAMILIARE, LOS ANGELES 1930
- FLORA CON FARFALLA, collocazione sconosciuta, 1930
- NUDO ALLO SPECCHIO, ORVIETO 1930
- NUDO ALLO SPECCHIO, collez. privata, marmo, h.83 cm 1930
- MONUMENTO ALLA GUARDIA DI FINANZA, Viale XXI Aprile, ROMA 1930
- S. ANTONIO, LONIGO (VI) 1919-20
- TOMBA ILONA KANDÒ A ROŽŇAVA, SLOVACCHIA ca 1914-16